# Dilimani
Dilimani falu Romániában, Erdélyben, Fehér megyében. Közigazgatásilag Aranyosszohodol községhez tartozik.

## Fekvése
Aranyosszohodol mellett fekvő település.

## Története
Dilimani korábban Aranyosszohodol része volt. 1956-ban vált külön 148 lakossal. 1966-ban 62, 1977-ben 46, 1992-ben 60, a 2002-es népszámláláskor 45 román lakosa volt.